# خاوران (فارس)
خاوران (بالفارسية: خاوران) هي مدينة تقع في إيران في Khafr District. يقدر عدد سكانها بـ 5,137 نسمة .